# Xúlguino (Perm)
|  | Per a altres significats, vegeu «Xúlguino». |

Xúlguino (en rus: Шульгино) és un poble del krai de Perm, a Rússia, que en el cens del 2010 tenia 65 habitants.